# منتخب تونس تحت 23 سنة لكرة القدم المصغرة
منتخب تونس تحت 23 سنة لكرة القدم المصغرة (بالفرنسية: Équipe de Tunisie des moins de 23 ans de minifootball)‏ (بالإنجليزية: Tunisia national under-23 minifootball team)‏، الملقب بنسور قرطاج، يمثل تونس في مسابقات كرة القدم المصغرة الدولية والإفريقية والعربية. وهو تابعة للجامعة التونسية لكرة القدم المصغرة.

## سجلات البطولة
كأس العالم تحت 23 سنة لكرة القدم المصغرة
| سجل كأس العالم تحت 23 سنة لكرة القدم المصغرة | سجل كأس العالم تحت 23 سنة لكرة القدم المصغرة | سجل كأس العالم تحت 23 سنة لكرة القدم المصغرة | سجل كأس العالم تحت 23 سنة لكرة القدم المصغرة | سجل كأس العالم تحت 23 سنة لكرة القدم المصغرة | سجل كأس العالم تحت 23 سنة لكرة القدم المصغرة | سجل كأس العالم تحت 23 سنة لكرة القدم المصغرة | سجل كأس العالم تحت 23 سنة لكرة القدم المصغرة | سجل كأس العالم تحت 23 سنة لكرة القدم المصغرة |                            |
| السنة                                        | الدور                                        | المركز                                       | لعب                                          | فوز                                          | تعادل                                        | خسر                                          | له                                           | عليه                                         |                            |
| -------------------------------------------- | -------------------------------------------- | -------------------------------------------- | -------------------------------------------- | -------------------------------------------- | -------------------------------------------- | -------------------------------------------- | -------------------------------------------- | -------------------------------------------- | -------------------------- |
| جمهورية التشيك 2018                          | GS                                           | 5th                                          | 3                                            | 0                                            | 1                                            | 2                                            | 2                                            | 9                                            |                            |
| أوكرانيا 2021                                | لم يشارك بسبب جائحة كورونا                   | لم يشارك بسبب جائحة كورونا                   | لم يشارك بسبب جائحة كورونا                   | لم يشارك بسبب جائحة كورونا                   | لم يشارك بسبب جائحة كورونا                   | لم يشارك بسبب جائحة كورونا                   | لم يشارك بسبب جائحة كورونا                   | لم يشارك بسبب جائحة كورونا                   | لم يشارك بسبب جائحة كورونا |
| مجموع                                        | 1/2                                          | GS                                           | 3                                            | 0                                            | 1                                            | 2                                            | 2                                            | 9                                            |                            |